# Acacia howittii
Acacia howittii är en ärtväxtart som beskrevs av Ferdinand von Mueller. Acacia howittii ingår i släktet akacior, och familjen ärtväxter. Inga underarter finns listade i Catalogue of Life.